# L'Eco di Fiume
L'Eco di Fiume (1857. – 1860.) povijesne su riječke novine, treći najstariji riječki list.

## Povijest publikacije
Pokreće ga Ercole Rezza, tiskar i knjižar, kao neslužbeno glasilo talijanske iredente, a tiska se u njegovoj tiskari. Novine izlaze jedanaest godina nakon lista L’Eco del Litorale Ungarico. U prvom mjesecu izlaženja list je uređivao Emilio Treves (Trst 1843. – Milano 1916.), budući poznati tršćanski izdavač, utemeljitelj izdavačke kuće Treves u Milanu. Zbog razmimoilaženja s vlasnikom tiskare, nakon samo mjesec dana napušta mjesto glavnog urednika i odlazi iz grada, a uredništvo preuzima Ercole Rezza.
Prve godine L'Eco di Fiume je izlazio tri puta tjedno – srijedom, četvrtkom i subotom. Glavni urednik bio je Ercole Rezza, a list donosi tuzemne i inozemne političke vijesti i članke i bilježi mnoge događaje iz Hrvatske. Daje puno prostora svemu „slavenskom“, posebice književnosti. Rubrika Gazzettino di citta' bavi se društveno-ekonomskom problematikom, a članci  Podlistka često su posvećeni povijesti Istre, kvarnerskih otoka i grada Rijeke. U listu je postojala i rubrika dolaska i odlaska brodova, prometa stranaca, umrlih u Rijeci itd.  
Suradnici lista bili su redom „najbolji rodoljubi“ Francesco Hermet, Carlo Nobile i Carlo Zanetti iz Trsta, odvjetnik Antonio Barsan iz Pule, Gaetano Borghi iz Rovinja, Carlo Combi iz Kopra i „istarski rodoljub” Carlo de Franceschi iz Poreča.
Od prvoga broja, tiskanog 2. srpnja 1857. g., pa sve do studenoga 1860. g., kad prestaje izlaziti, list zastupa i bori se za „talijanstvo” Rijeke, pa je iz političkih razloga obustavljen.

## Dostupnost
U Sveučilišnoj knjižnici u Rijeci digitalizirani su primjerci novina L'Eco di Fiume koji se čuvaju u njezinom fondu.

## Vanjske poveznice
- Digitalizirane novine u fondu SVKRI. libraries.uniri.hr. Pristupljeno 7. ožujka 2023.